# Omloppshastighet
Denna artikel behandlar det astronomiska begreppet omloppshastighet, begreppet kan även avse ett ekonomiskt mått på hur ofta pengar omsätts på ett år, se Omloppshastighet (ekonomi).
Omloppshastigheten hos ett objekt, generellt sett en planet, måne, satellit eller dubbelstjärna, är den hastighet med vilken objektet färdas runt den gemensamma tyngdpunkten (masscentrum) hos två eller flera objekt. Oftast är ett av objekten fullständigt dominerande vilket gör att den gemensamma tyngdpunkten ligger inom det tyngre objektet, så är till exempel fallet för jorden och månen. Omloppshastigheten kan avse antingen medelhastigheten i banan eller hastigheten vid en specifik punkt i banan.
Omloppshastigheten kan beräknas vid varje punkt i banan från avståndet till den centrala kroppen vid den positionen samt den specifika omloppsenergin (den kinetiska energin plus den potentiella energin).
Därmed kan man beräkna omloppshastigheten som:
- Generellt: {\displaystyle v={\sqrt {2\left({\mu  \over {r}}+{\epsilon }\right)}}}
  - Cirkulär bana: {\displaystyle v={\sqrt {\mu  \over {r}}}}
  - Elliptisk bana: {\displaystyle v={\sqrt {\mu \left({2 \over {r}}-{1 \over {a}}\right)}}}
  - Parabolisk bana: {\displaystyle v={\sqrt {\mu \left({2 \over {r}}\right)}}}
  - Hyperbolisk bana: {\displaystyle v={\sqrt {\mu \left({2 \over {r}}+{1 \over {a}}\right)}}}

där, 
- {\displaystyle \mu \,} är den standardiserade gravitationsparametern (Gravitationskonstanten multiplicerad med massan)
- {\displaystyle r\,} är avståndet mellan de två kropparna
- {\displaystyle \epsilon \,} är den specifika omloppsenergin
- {\displaystyle a\,\!} är den halva storaxeln